# David Mitchell (schrijver)
David Mitchell (Southport, 12 januari 1969) is een Brits auteur. Zijn werk kenmerkt zich door een grote verscheidenheid aan stijlen en vormen waarmee hij diverse verhaallijnen door elkaar vlecht. In zijn boeken staat Japan vaak centraal. De personages komen vaak in meerdere werken terug, bijvoorbeeld in het ene boek als tiener in 1920 en in het andere boek als oude dame in 1980.
David Mitchell woonde lange tijd in Japan. In 2007 stond hij op de lijst van 100 invloedrijkste personen van het Amerikaanse opinieblad Time.

## Boeken

### Ghostwritten
Zijn debuutroman Ghostwritten (De Geestverwantschap, ISBN 0375724508, 1999) kreeg veel lovende kritieken. Hij ontving hiervoor de Llewellyn Rhys-prijs. Er zijn negen verhaallijnen, die ogenschijnlijk niets met elkaar te maken hebben, maar subtiel met elkaar in verband staan. Ze hebben steeds een andere ik-figuur en spelen zich over de hele wereld af, zoals Tokio, Mongolië, Sint-Petersburg en Londen.

### Number9dream
In 2001 werd zijn roman number9dream (Droom Nummer 9) genomineerd voor de Booker Prize of Fiction. Deze roman gaat over een Japanse jongen op zoek naar zijn vader. Droom, herinnering en werkelijkheid lopen door en langs elkaar. ISBN 0812966929 (paperback).

### Cloud Atlas
Cloud Atlas (Wolkenatlas, ISBN 0375507256 (paperback)) bevat, net als zijn debuutroman, weer een aantal verschillende verhaallijnen in uiteenlopende schrijfstijlen. Elk van de verhalen wordt halverwege abrupt beëindigd. Het volgende verhaal bevat een verwijzing naar het vorige. Na het zesde verhaal worden de verschillende lijnen weer in teruglopende volgorde afverteld. Wolkenatlas was de verwachte winnaar van de Man Booker Prize 2004, maar won deze niet. Het is Mitchells grootste bestseller en kwam onder de originele Engelstalige titel in 2012 als bioscoopfilm uit.

### Black Swan Green
In Black Swan Green (Dertien, ISBN 1400063795 (paperback)) wijkt Mitchell af van zijn mozaïekachtige schrijfstijl: het is een rechttoe-rechtaanvertelling van een jaar uit het leven van een dertienjarige jongen met een spraakgebrek op het Engelse platteland in de jaren 1980.

### The Thousand Autumns of Jacob de Zoet
Met zijn in 2010 verschenen roman The Thousand Autumns of Jacob de Zoet (vertaald als: 'De niet verhoorde gebeden van Jacob de Zoet') brak Mitchell pas echt door in Nederland. De roman speelt in Deshima, de Hollandse vrijhaven in Japan. Het toen nog voor de buitenwereld strikt gesloten land had in zijn havenstad Nagasaki tot jaloezie van de Engelsen de Hollanders een monopolie toegekend. In het boek is de Zeeuw Jacob de Zoet aanvankelijk niet meer dan een eenvoudige, onkreukbare, erudiete maar met de liefde worstelende klerk die bij gebrek aan alternatieve kandidaten opklimt tot plaatsvervangend hoofd van Deshima. Het personage 'Jacob de Zoet' zou losjes zijn gebaseerd op de historische figuur van Hendrik Doeff die tijdens zijn verblijf in Deshima een dagboek bijhield.
De Nederlandse vertaling van het boek is uitgebracht door uitgeverij Ailantus, ISBN 9789089530097 (paperback).

### The Bone Clocks
In september 2014 verscheen The Bone Clocks in het Nederlands vertaald als Tijdmeters door Harm Damsma en Niek Miedema, bij uitgeverij Nieuw Amsterdam. In Tijdmeters komen het bovennatuurlijke en fantasy-invloeden nadrukkelijker dan in eerder werk aan bod. In November 2015 wint het boek de World Fantasy Award.

### Slade House
In oktober 2015 verscheen Slade House (in het Nederlands vertaald als Doorgang). Het is een korter werk dan de meeste romans van Mitchell en borduurt voort op de thema's uit The Bone Clocks. 

### Utopia Avenue
In 2020 verscheen Utopia Avenue (vertaald als Utopia Avenue), het verhaal over de fictieve band Utopia Avenue en haar bandleden in 1968. De hoofdstukken zijn genoemd naar de titels van de nummers op de door Utopia Avenue uitgegeven LP's. Veel rocksterren uit 1968 hebben cameo's in de roman, onder meer David Bowie, Jerry Garcia, Leonard Cohen, Syd Barrett, Jackson Browne, John Lennon,  Joni Mitchell, Keith Moon, Frank Zappa, en Cass Elliot.  